# Discophyton
Discophyton is een geslacht van neteldieren uit de klasse van de Anthozoa (bloemdieren).

## Soort
- Discophyton rudyi (Verseveldt & van Ofwegen, 1992)